# لانيست
لينيست (بالإنجليزية: Laneast) (واسمها الكورني هو لاناست Lannast) هي قرية ضغيرة في كورنوول، إنجلترا، المملكة المتحدة. وهي تقع على وادي نهر إيني وتبعد 11 كم غرب لونسستن.

## أعلام
- إدموند تايلور
- جون كوش آدامز